# Alexander Rossi
Alexander Rossi, ameriški dirkač, * 5. september 1991, Nevada City, Kalifornija, Švedska.
Rossi je leta 2015 osvojil drugo mesto v prvenstvu serije GP2, kjer je dosegel tri zmage in še štiri uvrstitev na stopničke. V sezoni 2015 je debitiral v Svetovnem prvenstvu Formule 1 z Marussio, ko je na petih dirkah nastopil namesto Roberta Merhija. Osvojil je dvajseto mesto v dirkaškem prvenstvu brez osvojenih točk in z najboljšo uvrstitvijo na dvanajsto mesto na dirki za Veliko nagrado ZDA.
Od leta 2016 redno nastopa v severnoameriškem prvenstvu formul IndyCar Series. V svoji prvi sezoni je edino zmago dosegel na znameniti dirki Indianapolis 500. V naslednjih treh sezonah je zmagal na šestih dirkah, medtem ko mu je bila najboljša uvrstitev v skupnem seštevku dirkaškega prvenstva drugo mesto v sezoni 2018. V sezoni 2019 je zasedel tretje mesto v skupnem seštevku dirkaškega prvenstva. Tega leta se je na dirki Indianapolis 500 uvrstil na drugo mesto.

## Rezultati Formule 1
(legenda) (odebeljene dirke pomenijo najboljši štartni položaj, poševne pa najhitrejši krog, †-uvrščen kljub odstopu)
| Leto | Moštvo                 | Šasija         | Motor                           | 1   | 2   | 3   | 4   | 5      | 6   | 7      | 8   | 9   | 10  | 11  | 12     | 13     | 14     | 15  | 16     | 17     | 18     | 19  | Prv | Toč |   |
| ---- | ---------------------- | -------------- | ------------------------------- | --- | --- | --- | --- | ------ | --- | ------ | --- | --- | --- | --- | ------ | ------ | ------ | --- | ------ | ------ | ------ | --- | --- | --- | - |
| 2012 | Caterham F1 Team       | Caterham CT01  | Renault RS27-2012 2.4 V8        | AVS | MAL | KIT | BAH | ŠPA TD | MON | KAN    | EU  | VB  | NEM | MAD | BEL    | ITA    | SIN    | JAP | KOR    | IND    | ABU    | ZDA | BRA | –   | – |
| 2013 | Caterham F1 Team       | Caterham CT03  | Renault RS27-2013 2.4 V8        | AVS | MAL | KIT | BAH | ŠPA    | MON | KAN TD | VB  | NEM | MAD | BEL | ITA    | SIN    | JAP    | KOR | IND    | ABU    | ZDA TD | BRA |     | –   | – |
| 2014 | Caterham F1 Team       | Caterham CT05  | Renault Energy F1-2014 1.6 V6 t | AVS | MAL | BAH | KIT | ŠPA    | MON | KAN TD | AVT | VB  | NEM | MAD |        |        |        |     |        |        |        |     |     | –   | – |
| 2014 | Marussia F1 Team       | Marussia MR03  | Ferrari 059/3 1.6 V6 t          |     |     |     |     |        |     |        |     |     |     |     | BEL PO | ITA    | SIN    | JAP | RUS WD | ZDA    | BRA    | ABU |     | –   | – |
| 2015 | Manor Marussia F1 Team | Marussia MR03B | Ferrari 059/3 1.6 V6 t          | AVS | MAL | KIT | BAH | ŠPA    | MON | KAN    | AVT | VB  | MAD | BEL | ITA    | SIN 14 | JAP 18 | RUS | ZDA 12 | MEH 15 | BRA 18 | ABU |     | 20. | 0 |